# Porto de São Francisco do Sul
O Porto de São Francisco do Sul é um porto brasileiro localizado na baía da Babitonga em São Francisco do Sul, a 40 km de Joinville, no estado de Santa Catarina.

## Origem
O Decreto n.º 9.967, de 26 de dezembro de 1912, concedeu permissão à Companhia da Estrada de Ferro São Paulo — Rio Grande para implantar uma estação marítima na baía de São Francisco do Sul (SC), porém a obra não foi efetivada. Em 1921 a Inspetoria Federal de Portos, Rios e Canais elaborou um projeto para a construção de instalações portuárias no local e, em sequência, a União contratou a sua realização com o governo do estado de Santa Catarina, em 26 de outubro de 1922.
A execução sob responsabilidade do órgão estadual Companhia do Porto de São Francisco do Sul sofreu vários impedimentos, somente prosseguindo com a outorga de uma nova concessão, nos termos do Decreto n.º 6.912, de 1 de março de 1941. Em 24 de novembro de 1955, o estado criou a autarquia Administração do Porto de São Francisco do Sul. Os melhoramentos previstos inicialmente se constituíram do acesso marítimo, de 334,5 m de cais e de dois armazéns, sendo o conjunto entregue ao tráfego em 1 de julho de 1955.

## Administração
Pelo governo do estado de Santa Catarina, por meio da Administração do Porto de São Francisco do Sul (APSFS).

## Área de influência
Definida pelo estado de Santa Catarina e parte do estado do Rio Grande do Sul.

## Área do porto organizado
Conforme a Portaria-MT n.º 1.039, de 20 de dezembro de 1993 (D.O.U. de 22 de dezembro de 1993), a área do porto organizado de São Francisco do Sul, no estado de Santa Catarina, é constituída:
a) pelas instalações portuárias terrestres existentes na margem leste da baía da Babitonga, desde a extremidade sul, na foz do rio Pedreira, até a extremidade norte, na Ponta do Rabo Azedo, abrangendo todos os cais, docas, pontes e píeres de atracação e de acostagem, armazéns, edificações em geral e vias internas de circulação rodoviária e ferroviária e ainda os terrenos ao longo dessas áreas e em suas adjacências pertencentes à União, incorporados ou não ao patrimônio do porto de São Francisco do Sul, ou sob sua guarda e responsabilidade;
b) pela infra-estrutura de proteção e acessos aquaviários, compreendendo as áreas de fundeio, bacias de evolução, canal de acesso e áreas adjacentes a esse, até as margens das instalações terrestres do porto organizado, conforme definido no item “a” acima, existentes ou que venham a ser construídas e mantidas pela Administração do Porto ou por outro órgão do poder público.

## Acessos
- Rodoviários — pela rodovia federal BR-280, que dá acesso à cidade de São Francisco do Sul e intercepta a BR-101, a 34 km do porto, e a BR-116, em Mafra (SC) a 168 km.
- Ferroviário — pela Linha do São Francisco, parte da malha sul da antiga Superintendência Regional Curitiba (SR 5), da Rede Ferroviária Federal S.A. (RFFSA).
- Marítimo — consta de uma barra natural, demarcada pelo farol da ponta José Dias, na extremidade norte da Ilha de São Francisco do Sul. Dispõe de largura aproximada de 2 km e profundidade de 16 m. O canal de acesso possui extensão de 9,3 km, largura de 150 m a 175 m e 10 metros de profundidade.

## Facilidades
O porto funciona 24 horas por dia, conforme acordos com armadores. As horas extras são consideradas: das 11 às 13 horas e das 17  às 23 horas. A mão-de-obra avulsa está sendo requisitada e remunerada via OGMO.

## Fluxo de cargas no ano 2021
O porto de São Francisco do Sul movimentou 13,6 milhões de toneladas em 2021, a maior movimentação de carga da história do porto. As importações representaram 52%, e as exportações 48%.
Empresas como a Seatrade, trabalham no porto com agenciamento marítimo, apoio portuário, área de armazenagem, entre outros.